# Zingiber pendulum
Zingiber pendulum là một loài thực vật có hoa trong họ Gừng. Loài này được Mood & Theilade miêu tả khoa học đầu tiên năm 1997.

## Mẫu định danh
Mẫu định danh: Mood J.D. 425; thu thập ngày 15 tháng 3 năm 1993 ở cao độ 1.800 m, tọa độ khoảng 5°49′30″B 116°20′3″Đ / 5,825°B 116,33417°Đ, Gunung Alab, bang Sabah, Malaysia. Mẫu holotype lưu giữ tại Trung tâm Nghiên cứu Rừng ở Sandakan, Sabah (SAN).

## Phân bố
Loài đặc hữu đảo Borneo, tìm thấy tại Gunung Alab trong dãy núi Crocker, bang Sabah, Malaysia. Môi trường sống là rừng nguyên sinh với các loài sồi đá (Lithocarpus) chi phối, ở cao độ khoảng 1.800 m.

## Mô tả
Chồi lá cao 1,65-1,8 m, rất thanh mảnh, đường kính 7 mm tại đáy và 3 mm tại đỉnh, lòng thòng chạm mặt đất nên cây cao không quá 1 m. Bẹ lá nhẵn nhụi với ít lông thưa thớt về phía cuống lá. Lưỡi bẹ dài 5–6 mm, cắt cụt, thưa lông. Cuống lá dài 3 mm, với lông mịn màu trắng. Lá hình mác, 18-25 × 3,5-4,5 cm, mặt bóng sáp với mùi hơi hăng, mặt trên chủ yếu nhẵn nhụi hoặc thưa lông dài màu trắng, mặt dưới với lông lụa mịn, gia tăng về phía phần đáy của gân giữa. Cụm hoa mọc từ thân rễ, từ phủ phục tới thẳng đứng; cán hoa dài 7 cm, mỏng, màu từ xanh lục tới đỏ xỉn. Cành hoa bông thóc hình thoi tới hình trứng, nhọn đỉnh, 10-12 × 2,5–3 cm. Lá bắc 2,3-2,5 × 2,5 cm, bóng sáp, màu xanh lục sáng với rìa màu đỏ ánh nâu. Lá bắc con dài 2 cm. Đài hoa dài 2,1 cm. Tràng hoa dài 6,2 cm, màu trắng với ánh màu vàng; thùy tràng lưng 2,8 × 1 cm; các thùy tràng bên 2,4 × 0,5 cm, hợp sinh ở mức bằng với các thùy bên của cánh môi. Cánh môi dài 6 cm, màu trắng; thùy giữa hình tròn, 2 × 1,8 cm, chẻ sâu tại đỉnh; các thùy bên rời, khá phát triển, 1,5 × 0,5 cm. Bao phấn màu vàng-trắng. Hoa với mùi hồ tiêu. Quả không rõ.
Giống như Z. albiflorum ở chỗ có cụm hoa hình thoi, lá bắc màu xanh lục bóng sáp với rìa màu từ ánh nâu tới đỏ, chiều dài của lá bắc con và đài hoa và cánh môi màu trắng; nhưng khác ở chỗ thân lá dài hơn và thanh mảnh hơn, lòng thòng phủ phục trên mặt đất, lá dài hơn và hình mác hẹp hơn, cánh môi rộng chẻ sâu, các nhị lép bên khá phát triển, rõ nét, rời với thùy giữa cánh môi. Nó cũng sinh sống ở cao độ lớn hơn (1.800 m so với 1.300-1.400 m ở Z. albiflorum).